# Liste des députés de la Xe législature de la Chambre des représentants de Chypre

Les députés de la Xe législature de la Chambre des représentants de Chypre sont les 56 députés de la Xe législature de la Chambre des représentants de Chypre élus lors des élections législatives chypriotes de 2011 et les trois représentants des minorités.

## Liste des députés
- Haut – A
- B
- C
- D
- E
- F
- G
- H
- I
- J
- K
- L
- M
- N
- O
- P
- Q
- R
- S
- T
- U
- V
- W
- X
- Y
- Z

| Nom                        | Parti | Parti                                       | Circonscription | Notes |
| -------------------------- | ----- | ------------------------------------------- | --------------- | ----- |
| Adámos Adámou              |       | Parti progressiste des travailleurs         | Limassol        |       |
| Níkos Anastasiádis         |       | Rassemblement démocrate                     | Limassol        |       |
| Antónis Antoníou           |       | Parti démocrate                             | Paphos          |       |
| Kyriákos Chadziyiánnis     |       | Rassemblement démocrate                     | Famangouste     |       |
| Iríni Charalambídou        |       | Parti progressiste des travailleurs         | Nicosie         |       |
| Leftéris Christofórou      |       | Rassemblement démocrate                     | Famangouste     |       |
| Áristos Damianoú           |       | Parti progressiste des travailleurs         | Nicosie         |       |
| Stélla Dimitríou Misiaoúli |       | Parti progressiste des travailleurs         | Nicosie         |       |
| Efthímios Díplaros         |       | Rassemblement démocrate                     | Limassol        |       |
| Stávros Evagórou           |       | Parti progressiste des travailleurs         | Famangouste     |       |
| Andréas Fakontís           |       | Parti progressiste des travailleurs         | Paphos          |       |
| Sofoklís Fittís            |       | Parti démocrate                             | Kyrenia         |       |
| Yiannákis Gavriíl          |       | Parti progressiste des travailleurs         | Famangouste     |       |
| Kháris Georgiádis          |       | Rassemblement démocrate                     | Nicosie         |       |
| Geórgios Georgíou          |       | Rassemblement démocrate                     | Famangouste     |       |
| Giórgos Georgíou           |       | Parti progressiste des travailleurs         | Larnaca         |       |
| Andréas Kafkaliás          |       | Parti progressiste des travailleurs         | Limassol        |       |
| Mários Karoyián            |       | Parti démocrate                             | Nicosie         |       |
| Níkos Katsourídis          |       | Parti progressiste des travailleurs         | Nicosie         |       |
| Kóstas Konstantínou        |       | Rassemblement démocrate                     | Paphos          |       |
| Neófitos Konstantínou      |       | Parti démocrate                             | Nicosie         |       |
| Kósta Kóstas               |       | Parti progressiste des travailleurs         | Limassol        |       |
| Koútra Skévi Koukoumá      |       | Parti progressiste des travailleurs         | Famangouste     |       |
| Zacharías Koulías          |       | Parti démocrate                             | Famangouste     |       |
| Níkos Koutsoú              |       | Parti européen                              | Famangouste     |       |
| Andréas Kyriakoú           |       | Rassemblement démocrate                     | Limassol        |       |
| Ándros Kyprianoú           |       | Parti progressiste des travailleurs         | Nicosie         |       |
| Stélla Kyriakídou          |       | Rassemblement démocrate                     | Nicosie         |       |
| Athina Kyriakidou          |       | Parti démocrate                             | Limassol        |       |
| Iánnos Lamáris             |       | Parti progressiste des travailleurs         | Limassol        |       |
| Giórgos Loukaídis          |       | Parti progressiste des travailleurs         | Nicosie         |       |
| Mários Mavrídis            |       | Rassemblement démocrate                     | Kyrenia         |       |
| Roúla Mavronikóla          |       | Mouvement pour la démocratie sociale        | Nicosie         |       |
| Chrístos Mésis             |       | Parti progressiste des travailleurs         | Limassol        |       |
| Andréas Michailídis        |       | Rassemblement démocrate                     | Limassol        |       |
| Tásos Mitsópoulos          |       | Rassemblement démocrate                     | Larnaca         |       |
| Avérof Neofítou            |       | Rassemblement démocrate                     | Nicosie         |       |
| Níkos Nicolaídis           |       | Mouvement pour la démocratie sociale        | Limassol        |       |
| Ionás Nikoláou             |       | Rassemblement démocrate                     | Nicosie         |       |
| Yiannákis Omírou           |       | Mouvement pour la démocratie sociale        | Nicosie         |       |
| Nikólas Papadópoulos       |       | Parti démocrate                             | Nicosie         |       |
| Pámbos Papageorgíou        |       | Parti progressiste des travailleurs         | Kyrenia         |       |
| Giórgos Perdíkis           |       | Mouvement écologiste et environnementaliste | Nicosie         |       |
| Andréas Pitsillídis        |       | Rassemblement démocrate                     | Nicosie         |       |
| Geórgios Prokopíou         |       | Parti démocrate                             | Larnaca         |       |
| Sotíris Sampsón            |       | Rassemblement démocrate                     | Famangouste     |       |
| Fidías Saríkas             |       | Mouvement pour la démocratie sociale        | Paphos          |       |
| Paníkkos Stavrianós        |       | Parti progressiste des travailleurs         | Larnaca         |       |
| Chrístos Stylianídis       |       | Rassemblement démocrate                     | Nicosie         |       |
| Dimítris Sylloúris         |       | Parti européen                              | Nicosie         |       |
| Geórgios Tásou             |       | Rassemblement démocrate                     | Larnaca         |       |
| Níkos Tornarítis           |       | Rassemblement démocrate                     | Nicosie         |       |
| Christákis Tziovánis       |       | Parti progressiste des travailleurs         | Famangouste     |       |
| Giórgos Varnáva            |       | Mouvement pour la démocratie sociale        | Famangouste     |       |
| Ángelos Vótsis             |       | Parti démocrate                             | Limassol        |       |
| Zacharías Zacharíou        |       | Rassemblement démocrate                     | Larnaca         |       |

## Représentants des minorités
| Nom                      | Communauté                |
| ------------------------ | ------------------------- |
| Antonis Hadjiroussos     | Maronites                 |
| Benito Antonio Mantovani | Église catholique romaine |
| Vartkes Mahdessian       | Arméniens                 |